# Le Bateau d'Émile
Pour les articles homonymes, voir Le Bateau d'Émile (homonymie).
Le Bateau d'Émile est un recueil nouvelles Georges Simenon, publié en 1954 chez Gallimard.
Ce recueil réunit des nouvelles écrites entre 1940 et 1945 en des lieux différents, le lecteur est invité à trouver date et lieu d’écriture de chaque nouvelle en page de titre de nouvelle. L’édition originale a été remise en vente assortie d’une jaquette photographique à la sortie du film Le Baron de l’écluse, de Jean Delannoy (1959), adaptation de la nouvelle du même nom présente dans ce recueil.

## Liste des nouvelles du recueil
- La Femme du pilote[1]
  - Tous les 29 du mois, Porel, pilote au port de Rouen, guide sans un mot le bateau de Popinga. C’est avec lui que Madeleine, sa femme est partie, et il a accroché sa photo dans sa cabine. Un beau jour, elle n’y est plus. Porel écrit à Madeleine et lui propose de revenir. Il loue un logement neuf, achète des meubles, mais quand il revoit le sourire dont il a rêvé pendant trois ans, il ne peut que l’étrangler.
- Le Doigt de Barraquier[2]
  - Charlotte ramène chez elle un homme rencontré à La Boule Rouge, où elle est entraineuse. Elle l’identifie bientôt comme l’assassin en fuite que tout le monde recherche. Au matin, elle s’éclipse, mais ne peut se résoudre à entrer dans l’hôtel de police. Au contraire, elle s’arrête dans une crémerie. Mais quand elle rentre et le voit à contre-jour froncer les sourcils, elle est prise de panique.
- Valérie s'en va[3]
  - Valérie qui, depuis dix ans, s’occupe de sa mère impotente tout en tenant l’épicerie, s’occupant des poules, chèvres et lapins, s’aperçoit qu’en fait elle est tout à fait capable de marcher. Elle décide alors  de partir réaliser son rêve : s’installer comme couturière en ville. Mais comment abandonner la maison, la boutique, et y laisser régner la bonne qu’il faudrait engager ? Il ne lui reste que l’odeur de ses larmes, avec un arrière-goût de vinaigre, d’estragon et de cornichon.
- L'Épingle en fer à cheval[4]
  - Le patron offre toujours des jouets au fils de Charles Boutet. Et pourtant il ne travaille plus pour lui depuis deux ans. Et quand sa photo  paraît par hasard, dans un journal, on le voit à Paris, où il n’a rien à faire, au volant d’une voiture qu’il n’a jamais eue. Reconnu par son fils à cause de son épingle de cravate, il est obligé d’avouer sa double vie, financée par ce qu’il avait pris dans la caisse. « Tu comprendras plus tard, mon enfant ! »

- Le Baron de l'écluse ou la Croisière du Potam[5]
  - Dossin, en route pour la Côte d’Azur par les canaux, amarre son petit yacht au bord d’une écluse. Il n’a plus un sou, et attend un mandat télégraphique qui n’arrive pas. Il  prend pension Chez Maria, et finit par se demander si cela ne serait pas l’occasion d’abandonner sa vie de tapeur et de flambeur, et de rester là, où Maria le regarde d’un œil doux. Il y est presque résolu quand le fameux mandat lui parvient. Il règle sa note, et continue son voyage.
- Le Nègre s'est endormi[6]
  - Seuls blancs dans une exploitation au fin fond du Congo, les Penning et les Van Overbeek jouent au bridge tous les soirs. Mais les deux femmes ne s’entendent pas, peut-être parce que l’une vient d’une famille aisée, l’autre d’une famille pauvre. Un jour, pour une broutille, la dispute éclate. Finies les parties de bridge à quatre, mais au bout de quelque temps, Van Overbeek organise des parties clandestines avec les Penning. Quand sa femme le découvre, le nègre de garde s’étant endormi, elle devient hystérique, veut partir avec son enfant dans la nuit. Van Overbeek la retient en se tirant une balle dans le bras. Les Penning accourent pour le soigner. Mais c’est la fin définitive des parties de bridge, que Van Overbeek remplace par des bouteilles de genièvre.
- Le Bateau d'Émile[7]
  - Émile Bouet a commencé comme mousse mais à force de travail peut maintenant acheter un des bateaux que vend l’armateur Larmentiel. Celui-ci, au moment de signer l’acte de vente, sous-entend qu’un patron pêcheur ne devrait peut-être pas rester avec une ancienne fille de joie. Car il est avec Fernande, sa « femelle », elle le trompe, il la rosse, mais ils ne peuvent se passer l’un de l’autre. La remarque de l’armateur lui trotte longuement dans la tête, le fait boire encore plus, et finit par l’inciter à organiser la disparition de Fernande. Mais elle évite son coup de marteau au dernier moment, et rentre tout simplement à la maison. Alors Émile assassine Larmentiel.

## Éditions
- Édition originale : Gallimard, 1954
- Tout Simenon, tome 25, Omnibus, 2003  (ISBN 978-2-258-06110-1)
- Nouvelles secrètes et policières, tome 2, 1938-1953, Omnibus, 2014  (ISBN 978-2-258-10751-9)
- Folio Policier no 784, 2015  (ISBN 978-2-07-046627-6)

## Adaptations
- Le Baron de l’écluse, film réalisé en 1960 par Jean Delannoy, avec : Jean Gabin (Baron Jérôme Napoléon Antoine), Micheline Presle (Perle Germain-Joubert), Jacques Castelot (Marquis de Villamayor), Aimée Mortimer (Gaby Bonnetang), Jean Constantin (Prince Saddokan), Robert Dalban (Guillaume), Jean Desailly (Maurice Montbernon), Blanchette Brunoy (Maria Vilandier), Louis Ségnier (Léon Duval)
- Le Bateau d'Émile, film réalisé en 1962 par Denys de La Patellière, avec : Annie Girardot (Fernande Malanpin), Lino Ventura (Emile Bouet), Pierre Brasseur (François Larmentiel), Michel Simon (Charles-Edmond Larmentiel), Jacques Monod (Maître Lamazure), Edith Scob (Claude Larmentiel)…